# Polydesmia
Polydesmia is een geslacht van schimmels uit de orde Helotiales. De familie is nog niet met zekerheid bepaald (incertae sedis). De typesoort is Polydesmia pruinosa.

## Soorten
Volgens Index Fungorum telt het geslacht zeven soorten (peildatum februari 2022):
| Soortnaam                            | Auteur(s)              | Publicatiejaar |
| ------------------------------------ | ---------------------- | -------------- |
| Polydesmia dumontii                  | (Korf) Korf            | 1978           |
| Polydesmia fructicola                | Korf                   | 1978           |
| Polydesmia lichenis                  | Huhtinen & R. Sant.    | 1997           |
| Polydesmia pruinosa (Kernzwamknopje) | (Berk. & Broome) Boud. | 1907           |
| Polydesmia pteridicola               | W.Y. Zhuang            | 1999           |
| Polydesmia recta                     | W.Y. Zhuang            | 2000           |
| Polydesmia turbinata                 | Raitv. & R. Galán      | 1995           |